# Star Trek: The Next Generation (säsong 3)
Den tredje säsongen av den amerikanska science fiction TV-serien Star Trek: The Next Generation började sin syndikerade visning i USA den 25 september 1989 och avrundades den 18 juni 1990 efter 26 sända avsnitt. Serien utspelar sig under 2300-talet, där den följer Stjärnflottans rymdskepp Enterprise-D och dess besättnings äventyr. I den tredje säsongen återvände Gates McFadden till rollen som Dr. Beverly Crusher efter att hon ersattes av Diana Muldaur under den andra säsongen. I säsongen debuterade flera skådespelare som kom att återvända till samma roller och ibland andra roller i franchisen, däribland Dwight Schultz som Lt. Reginald Barclay och Tony Todd som Kurn.
Ytterligare förändringar genomfördes till manusteamet, där Michael Piller anlitades som exekutiv producent efter att Michael I. Wagner haft positionen under tre veckor. Ronald D. Moore gick även han med i teamet följande inlämnandet av ett manus för avsnittet "The Bonding". Hans Beimler, Richard Manning, Melinda M. Snodgrass och Ira Steven Behr lämnade samtliga teamet i slutet av säsongen. Skådespelaren Wil Wheaton bad även han om att få lämna serien till följd av hur hans rollfigur, Wesley Crusher, var skriven under säsongen – ett beslut som han senare ångrade. Andra förändringar inkluderade en modifiering av öppningssekvensen och förändringar av seriens uniformerna, vilket resulterade i skapandet av Patrick Stewarts "Picard Maneuver".
Den tredje säsongen öppnade med en Nielsen ratings på 10,8 för avsnittet "Evolution" med de högsta tittarsiffrorna för avsnittet "Yesterday's Enterprise" som fick 11,9. Detta var den högsta siffran som ett avsnitt fått sedan det sjätte avsnittet i den första säsongen. De lägsta tittarsiffrorna av säsongen erhölls av de 23:e avsnittet, "Ménage à Troi", som endast sågs av 9,1 miljoner. Efter minskningar av antalet tittare i början av säsongen, ökade de i den andra halvan av säsongen och tog serien tillbaka till tredje plats på sin sändningstid. Säsongen blev väl mottagen av kritikerna, som kallade den för en av de bästa av hela serien. Extra beröm gavs till ett flertal avsnitt däribland "Yesterday's Enterprise", "Sins of the Father" och den första delen av "The Best of Both Worlds". Säsongsboxar av säsongen har släppts på både DVD och Blu-ray, samt att "The Best of Both Worlds" fick en begränsad visning på bio.

## Produktion

### Manus

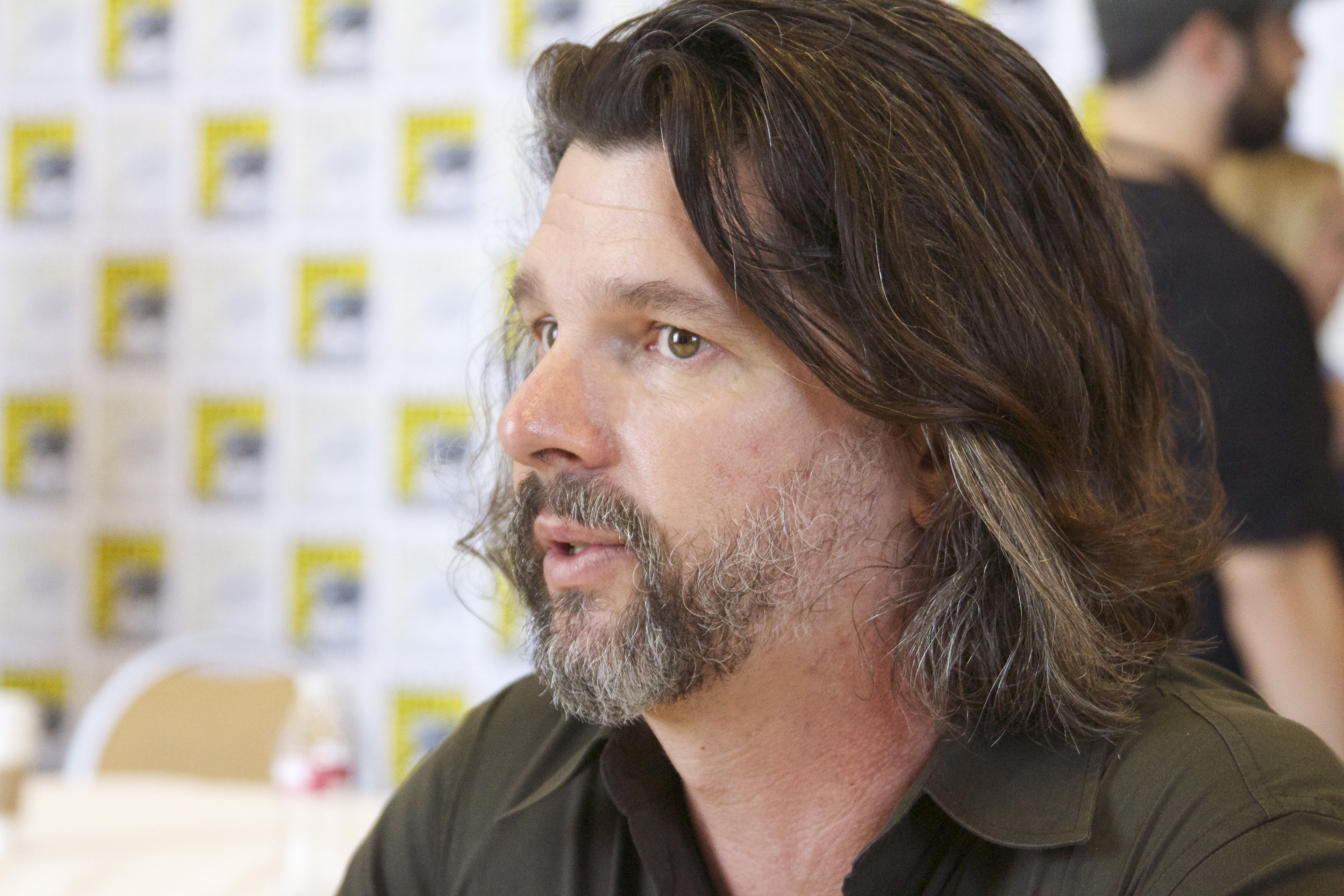
Ronald D. Moore anslöt sig till The Next Generations manusteam under den tredje säsongen efter inlämnandet av ett manus.

Den ledande författaren Maurice Hurley lämnade serien efter den andra säsongen och Michael I. Wagner anlitades av seriens exekutiva producent Rick Berman. Wagners tid på positionen var kortvarig, då den endast varade i tre veckor, och han rekommenderade Michael Piller till sin ersättare. Wagner och Piller hade tidigare jobbat tillsammans med den amerikanska TV-serien Probe (1998). Pillers agent hade rådde honom att inte gå med i Star Trek eftersom han skulle bli "pigeon-holed as a freelance writer", men han ignorerade detta råd. Han ville också lämna serien i slutet av säsongen, men stannade kvar efter att Berman och seriens skapare Gene Roddenberry hade övertygat honom. Piller skrev premiäravsnittet "Evolution" och tog över som exekutiv producent från och med avsnittet "The Bonding". Han förklarade för manusteamet att det fanns två krav som skulle uppfyllas för samtliga avsnitt, där han sa följande: "every episode is going to be about a character's growth. And every episode has to be about something."
Under säsongen befordrades också medlemmar av det befintliga manusteamet. Både Hans Beimler och Richard Manning blev medproducenter, medan Melinda M. Snodgrass blev utsedd till en verkställande manuskonsult. Efter avsnittet "The Vengeance Factor" gick Ira Steven Behr med i teamet som en skriftproducent. Men alla fyra skribenter lämnade serien i slutet av säsongen. Behr skulle gå vidare till att bli exekutiv producent för Star Trek: Deep Space Nine. Richard Danus fungerade även som verkställande textbehandlare mellan avsnitten "Booby Trap" och "Yesterday's Enterprise". Tack vare den öppna dörrpolicy gällande manus som instiftades av Piller, innehöll säsongen det första manuset av Ronald D. Moore med "The Bonding". Tack vare sin framgång med att skriva, blev han senare anställd som verkställande textbehandlare från avsnittet "Sins of the Father" och framåt.
På grund av hur hans rollfigur skrevs under säsong tre, bad skådespelaren Wil Wheaton om att få sin roll Wesley Crusher utskriven ur serien. Detta var ett beslut som han senare ångrade, när han insåg att alla de viktigaste rollerna utanför Picard, Riker och Data hade liknande roller hela tiden. Han berömde Moores skrivande i "The Bonding" och Pillers i "Evolution", samt sa att "Yesterday's Enterprise" var ett av hans favoritavsnitt. Säsongen innebar också en mer avslappnad inställning till den tidigare riktning som Gene Roddenberry ansett varit central för The Next Generation: att den inte kunde beröra aspekter från The Original Series. Detta sågs i avsnittet "Sarek", men var specifikt relaterade till slutet av avsnittet där Jean-Luc Picard nämner Spock under en mind meld med Sarek. Piller beskrev detta agerande som "the breakthrough which allowed us to open the doors, that allowed us to begin to embrace our past."

### Rollbesättning

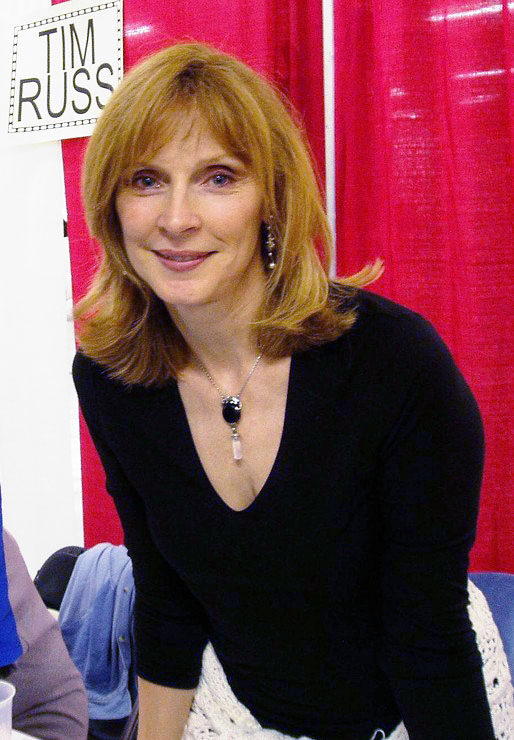
Under säsong tre återvände Gates McFaddens till serien som Dr. Beverly Crusher.

Gates McFadden återvänd till rollen som doktor Beverly Crusher i den tredje säsongen, efter det att rollen hade skrivits ur serien för säsong två och ersatts av Diana Muldaur som Katherine Pulaski. Roddenberry hade sett till att Crusher inte skrevs ut permanent ur serien för att möjliggöra dennes medverkan i framtiden. Skulden för att hon tvingats lämna serien har därefter lagts på Maurice Hurley, och efter att han lämnade serien, var det åter öppet för McFadden att återvända. Det hade varit en brevskrivarkampanj under hela andra säsongen, som genomförts av fans i syfte att få McFadden återinsatt i serien. Både Roddenberry och Berman beslutade att det skulle vara bättre att få tillbaka McFadden istället för att leta efter en tredje läkare på tre år, då de kommit överens om att rollfiguren Pulaski inte fungerade.
Under säsong tre gavs ytterligare framträdanden till flera återkommande karaktärer från serien, däribland John de Lancie som Q i "Déjà Q", Majel Barrett som Lwaxana Troi i "Ménage à Troi", som hade både synts i flera avsnitt i tidigare säsonger. Den hade även medverkan av Mark Lenard som Sarek. Lenard hade tidigare medverkat i denna roll i avsnittet "Journey to Babel" från Star Trek: The Original Series och i filmserien. Denise Crosby, vars rollfigur Tasha Yar dödades i den första säsongens avsnitt "Skin of Evil", återvände i "Yesterday's Enterprise" på grund av förändringar av seriens tidslinje. Händelserna i detta avsnitt skulle bana väg för skådespelerskans medverkan i The Next Generation som den halv-romulanska rollfiguren Sela i senare säsonger.
Säsongen presenterade också det första framträdandena av skådespelare som senare skulle dyka upp både i The Next Generation och senare serier i franchisen. Bland dessa fanns Tony Todd som Worfs bror Kurn, som medverkade i denna roll senare i serien och samt i Star Trek: Deep Space Nine. Todd medverkade även som en äldre Jake Sisko i Deep Space Nine-avsnittet "The Visitor". "Hollow Pursuits" markerade det första framträdandet i franchisen för Dwight Schultz som Lt. Reginald Barclay. Han skulle bli en återkommande rollfigur i serien och gå vidare för att medverka i flera avsnitt av Star Trek: Voyager och filmen Star Trek: First Contact (1996). Schultz hade tidigare varit känd för rollen som Murdock i TV-serien The A-Team.

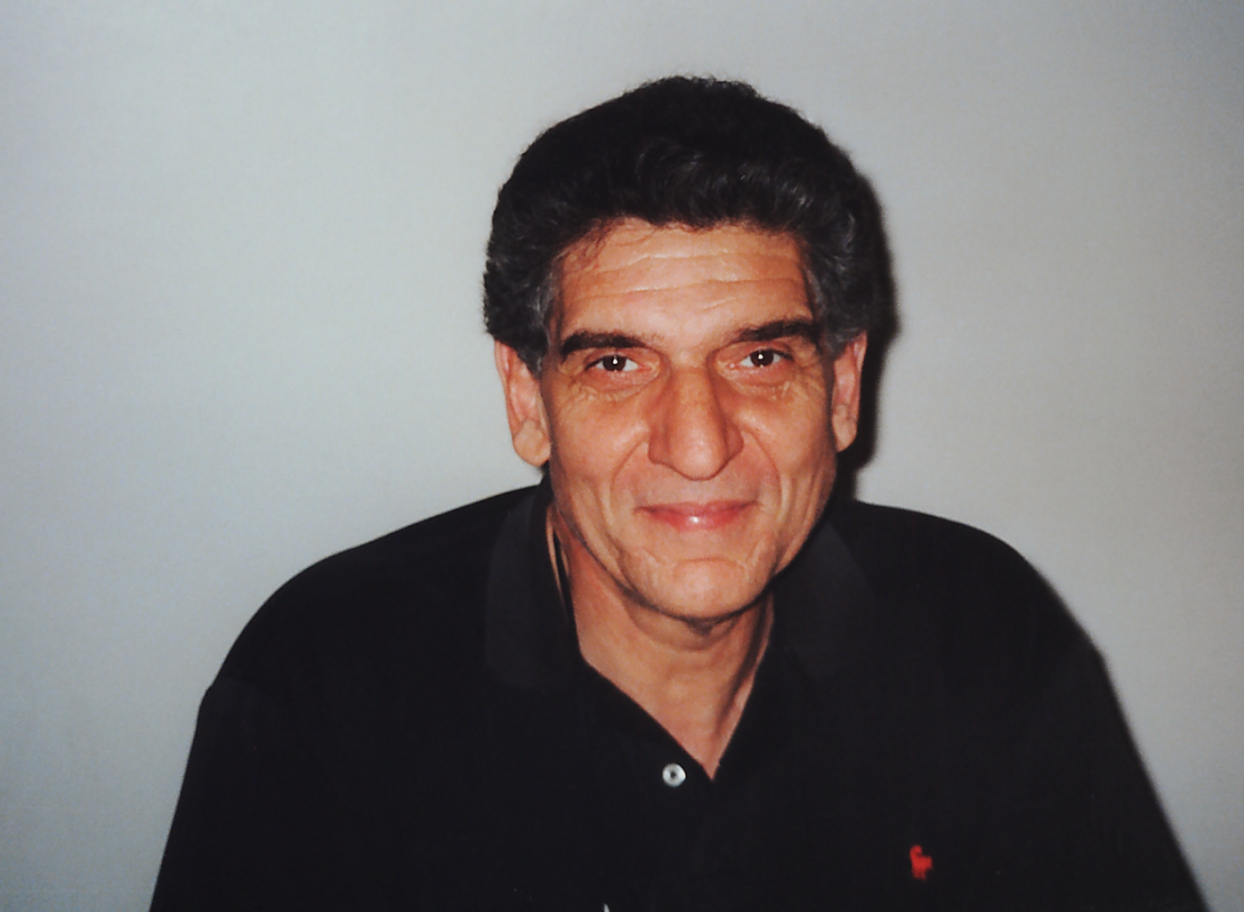
Andreas Katsulas gjorde sitt första framträdande som Tomalak under säsong tre.

Susan Gibney medverkade som Dr. Leah Brahms i "Booby Trap" och kom senare att återvända till rollen i avsnittet  "Galaxy's Child". Gibney var en av kandidaterna för rollen som kapten Janeway i Voyager och spelade rollen som kapten Erika Benteen i Deep Space Nine-avsnittet "Paradise Lost". En skådespelare som senare fick en återkommande roll i Deep Space Nine efter ett framträdande i den tredje säsongen av The Next Generation var Max Grodénchik. Han medverkade som Ferengin Sovak i "Captain's Holiday" och som en annan ferengi i avsnittet "The Perfect Mate" i den femte säsongen. I DS9, fick han i början rollen som en "Ferengi Pit Boss" i pilotavsnittet, "Emissary". Denna rollfigur kom senare att bli Rom, som i slutet av serien kom att bli ledare för sitt folk. Jennifer Hetrick gjorde även hon sitt första framträdande i "Captain's Holiday" som Vash. Hon kom även att medverka i denna roll i avsnitten "Qpid" och "Q-Less" i Deep Space Nine.
Andreas Katsulas gjorde sitt första framträdande som romulanen Tomalak i "The Enemy" och "The Defector. Han kom senare att återkomma i avsnitt i senare säsonger, i både "Future Imperfect" och seriens finalavsnitt "All Good Things...". Katsulas blev senare mera känd för huvudrollen G'Kar i en annan amerikansk science fiction-serie, Babylon 5. Charles Cooper och Patrick Massett medverkade som K'mpec och Duras i "Sins of the Father" och kom också senare att återkomma i avsnittet "Reunion" i den fjärde säsongen. Ett antal andra skådespelare medverkade även under säsongen i framträdande gästroller, däribland Saul Rubinek, Tricia O'Neil, Harry Groener och James Sloyan. Groener återvände till Star Trek under den sista säsongen av Star Trek: Enterprise i en annan roll i avsnitten "Demons" och "Terra Prime".

### Produktionsteamet och effekter
Robert Blackman gick med i produktionen i samband med starten av säsongen som kostymdesigner. Han hade rekommenderats av sin företrädare Durinda Rice Wood. Han påminde sig senare om att han inte var intresserad av jobbet och bara tog intervjun som en tjänst, men han blev så tagen av producenten David Livingstones entusiasm att han accepterade posten. En av hans uppgifter var att designa om Starfleetkostymerna som hade använts under säsong ett och två. Dessa versioner var tillverkade av spandex och orsakade ryggproblem för skådespelarna. De nya uniformerna kostade $3000 och var gjorda av gabardin i ull.
Med tillstånd från Roddenberry förändrade Blackman de primära färgerna på uniformerna från svart med bara bitar av rött, guld eller blått till att beteckna den gren som bäraren innehar. Denna förändring var tänkt att lyfta fram skådespelarnas ansikten och släta ut sina siffror på skärmen. Medan männens kostymer blev två-bits plagg, fortsatte McFaddens och Marina Sirtis att vara as som byxdresser som krävde av dem att upprätthålla en viss vikt vardera. Det var efter införandet av dessa kostymer som smeknamnet "Picard Maneuver" gavs till Patrick Stewarts vana av att rycka ned sin uniformstunika. Blackman omarbetade även amiralernas uniformer och arbetade på en mängd utomjordiska dräkter däribland utformade Klingonernas och Vulcanernas dräkter.
Den associerad producenten Peter Lauritson befordrades till medproducent och både Michael Okuda och Rick Sternbach krediterades med tilläggstiteln teknisk konsult på grund av den tekniska hjälp de hade att ge till författarna sedan början av serien. Den inledande sekvensen av serien var förändring från den tredje säsongen och framåt. Istället för att visa Enterprise som lämnar solsystemet som i de första två säsongerna, visades den nu att fartyget kommer in från Vintergatan.

## Mottagande

### Tittarsiffror
Vid slutet av säsong två hade The Next Generation stigit upp för att bli den tredje mest sedda serien på sin sändningstid. "Evolution" öppnade den tredje säsongen med en Nielsen ratings på 10,8 enligt Nielsen Media Research. Dessa var bland de två lägsta tittarsiffrorna av säsongen, med endast det 23:e avsnittet "Menage a Troi" som fått en lägre rating 9,1. Även om andra avsnitt har fått högre Nielsen ratings, de var de lägre rankade i jämförelse med andra serier vid samma sändningstid. "The Bonding" rankades som 6:a, medan "The Vengeance Factor" rankades som 5:a. Efter den senare ökade serien tillbaka till 3:a med bara enstaka tapp till en 4:e plats. "Yesterday's Enterprise" var den högst rankade avsnittet med en Nielsen rating på 11,9. Det var det högst rankade avsnittet sedan den första säsongens åttonde avsnitt "Justice" som sändes den 8 november 1987.

### Omdömen
Keith DeCandido från Tor.com trodde att den tredje säsongen var där serien "verkligen kom till sin rätt". Han berömde förändringarna till serien, som till exempel modifieringarna till uniformerna och särskilt det nya tillskottet till manusteamet som anslöt sig till serien under den tredje säsongen. Han sade att några av avsnitten var höjdpunkterna i franchisen, inte bara för The Next Generation. De avsnitten som hyllades var "Sins of the Father", "Yesterday's Enterprise" och den första delen av "The Best of Both Worlds". Han trodde bestämt att säsongsfinalen hade aldrig matchas av något annat i hela franchisen. Han sammanfattade säsongen med att säga att den hade "solidified TNG as a show that had finally outgrown the shadow of its predecessor and could stand on its own as a truly fine television show."
Michael Simpson sade i sin recension av Blu-ray-utgåvan av säsongen för tidningen SciFiNow, att säsong tre var när serien "fann sina fötter". Han trodde att den ökade kvaliteten berodde på förändringarna i manusteamet, dvs. tillägget av Piller, Echevarria och Moore. Han sade också att det var den mest konsekventa och minnesvärda säsongen av serien och flera avsnitt var ett "skolexempel på smart, spännande handling". Richard Edwards sa i sin recension för tidningen SFX, att det var i den tredje säsongen som "kemin verkligen klickade" mellan huvudrollsinnehavarna. Han jämförde den med The Original Series och sa att i denna säsong började serien att "tävla med Kirk och co för Treks mantel som slutgiltiga inkarnation". Även han hyllade "Yesterday's Enterprise", "Sins of the Father" och "Best of Both Worlds", kallar där han kallade det senare avsnittet för seriens största story. I Jeremy Conrads recension av säsongen för IGN, sa han att "Yesterday's Enterprise" och den första delen av "Best of Both Worlds" lyfte säsongen och "definierade det som den bästa av alla sju år".

### Utmärkelser
"Yesterday's Enterprise" nominerades i tre kategorier vid 1990 års Emmy Awards, där det vann en för Outstanding Sound Editing for a Series. "Deja Q" nominerades också i två kategorier, men lyckades inte i någon. Totalt sett nominerades serien för nio utmärkelser, med den enda andra segern kom i kategorin Outstanding Art Direction for a Series för "Sins of the Father". "Allegiance", "Tin Man" och "Hollow Pursuits" var de andra avsnitten som nominerades. För det andra året i rollen, nominerades serien i två kategorier vid Youth in Film Awards. Vid 1990 års gala, var dessa kategorier Best Off-Prime Time Family Series och Best Young Actor in an Off-Primetime Family Series för Wil Wheaton. Dock vann den inte i någon av kategorierna.

## Rollista

### Huvudroller
- Patrick Stewart som Captain Jean-Luc Picard
- Jonathan Frakes som Commander William T. Riker
- Brent Spiner som Lt Cmdr. Data
- Gates McFadden som Dr. Beverly Crusher
- LeVar Burton som Lt Cmdr. Geordi La Forge
- Marina Sirtis som Councillor Deanna Troi
- Michael Dorn som Lt. Worf
- Wil Wheaton som Ens. Wesley Crusher

### Återkommande roller
- Colm Meaney som Chief Miles O'Brien (11 avsnitt)
- Whoopi Goldberg som Guinan (7 avsnitt)
- Andreas Katsulas som Tomalak (2 avsnitt)
- Julie Warner som Christy Henshaw (2 avsnitt)
- Majel Barrett som Lwaxana Troi (1 avsnitt)
- Charles Cooper as K'mpec (1 avsnitt)
- Frank Corsentino som Damon Tog (1 avsnitt)
- Denise Crosby som Lt. Tasha Yar (1 avsnitt)
- Elizabeth Dennehy som Lt. Commander Elizabeth Shelby (1 avsnitt)
- Susan Gibney som Dr. Leah Brahms (1 avsnitt)
- Jennifer Hetrick som Vash (1 avsnitt)
- John de Lancie som Q (1 avsnitt)
- Mark Lenard som Sarek (1 avsnitt)
- Patrick Massett som Duras (1 avsnitt)
- Dwight Schultz som Lt. Reginald Barclay (1 avsnitt)
- Carel Struycken som Mr. Homn (1 avsnitt)
- Tony Todd som Kurn (1 avsnitt)

## Avsnitt
I den följande tabellen listas avsnitten i den ordning som de sändes och behöver nödvändigtvis inte motsvara deras produktionskoder.
| Nr i serien | Nr i säsongen | Titel                             | Stardate | Regissör           | Manus | Originalvisning (USA) | Originalvisning (Sverige) | Tittarsiffror (miljoner) |
| --- | ------------- | --------------------------------- | -------- | ------------------ | --- | --------------------- | ------------------------- | ------------------------ |
| 49 | 301           | "Evolution"                       | 43125.8  | Winrich Kolbe      | Michael Piller & Michael Wagner                                                                               | 25 september 1989     | 15 oktober 1995           | 10.8                     |
| Nanites rymmer från Wesleys labb, och stör en astronoms enda chans att utföra ett experiment. Ken Jenkins, Scott Grimes, Ron Glass och Mary McCusker gästskådespelar |               |                                   |          |                    | |                       |                           |                          |
| 50 | 302           | "The Ensigns of Command"          | 43133.3  | Cliff Bole         | Melinda M. Snodgrass                                                                                          | 2 oktober 1989        | 22 oktober 1995           | Okänt                    |
| Data måste övertyga en envis koloni att ge upp sitt hemland, som hotas av en mäktig och mystisk ras. |               |                                   |          |                    | |                       |                           |                          |
| 51 | 303           | "The Survivors"                   | 43152.4  | Les Landau         | Michael Wagner                                                                                                | 9 oktober 1989        | 29 oktober 1995           | 9.6                      |
| Enterprise undersöker de enda två överlevarna från en utplånad värld, eftersom hela planetens yta har förvandlats till damm förutom deras lilla trädgård och hus. |               |                                   |          |                    | |                       |                           |                          |
| 52 | 304           | "Who Watches The Watchers?"       | 43173.5  | Robert Wiemer      | Richard Manning & Hans Beimler                                                                                | 16 oktober 1989       | 5 november 1995           | 9.6                      |
| En hologramifierad Federationsforskningsstation avslöjas av misstag för en primitiv Vulcan-lik varelse på Mintaka 3. Efter att ha vaknat kort ombord på Enterprise under en behandling för sina skador, börjar han påstå att han har upptäckt existensen av en överlägsen varelse vid namn, "The Picard"! |               |                                   |          |                    | |                       |                           |                          |
| 53 | 305           | "The Bonding"                     | Okänt    | Winrich Kolbe      | Ronald D. Moore                                                                                               | 23 oktober 1989       | 12 november 1995          | 9.9                      |
| En mystisk varelse försöker stötta en pojke som har förlorat sin mamma i en olycka på sin planet. |               |                                   |          |                    | |                       |                           |                          |
| 54 | 306           | "Booby Trap"                      | 43205.6  | Gabrielle Beaumont | Ron Roman, Michael Piller, Richard Danus & Michael Wagner                                                     | 30 oktober 1989       | 19 november 1995          | 11.0                     |
| Enterprise faller offer för en mycket gammal fälla som är inställd på att fånga rymdskepp. Medan man försöker hitta ett sätt att fly, faller Geordi för holodeckets representation av en berömd Stjärnflotteingenjör.                                                                                     |               |                                   |          |                    | |                       |                           |                          |
| 55 | 307           | "The Enemy"                       | 43349.2  | David Carson       | David Kemper & Michael Piller                                                                                 | 6 november 1989       | 26 november 1995          | 10.3                     |
| Geordi fastnar på en planet med tuffa väderförhållanden tillsammans med en fientlig Romulan, som han försöker samarbeta med för att överleva. |               |                                   |          |                    | |                       |                           |                          |
| 56 | 308           | "The Price"                       | 43385.6  | Robert Scheerer    | Hannah Louise Shearer                                                                                         | 13 november 1989      | 3 december 1995           | 10.6                     |
| Troi faller för en karismatisk förhandlare som tävlar om rättigheterna till ett maskhål. Men flera olika grupper är ute efter maskhålet, som kan vara det enda kända stabila exemplaret som existerar. |               |                                   |          |                    | |                       |                           |                          |
| 57 | 309           | "The Vengeance Factor"            | 43421.9  | Timothy Bond       | Sam Rolfe | 20 november 1989      | 9 december 1995           | 9.7                      |
| Riker avslöjar en mördare mitt i en kritisk fredsmäklarprocess. |               |                                   |          |                    | |                       |                           |                          |
| 58 | 310           | "The Defector"                    | 43462.5  | Robert Scheerer    | Ronald D. Moore                                                                                               | 1 januari 1990        | 17 december 1995          | 10.5                     |
| Fast besluten att förhindra ett krig, hoppar en Romulansk kommendör av för att varna Picard angående Imperiets invasionsplaner. |               |                                   |          |                    | |                       |                           |                          |
| 59 | 311           | "The Hunted"                      | 43489.2  | Cliff Bole         | Robin Bernheim                                                                                                | 8 januari 1990        | 24 december 1995          | 10.6                     |
| En genmodifierad soldat avslöjar en världs sociala problem i hopp om att få gå med i Federationen. |               |                                   |          |                    | |                       |                           |                          |
| 60 | 312           | "The High Ground"                 | 43510.7  | Gabrielle Beaumont | Melinda M. Snodgrass                                                                                          | 29 januari 1990       | 31 december 1995          | 10.5                     |
| Dr. Crusher kidnappas av en grupp terrorister som därmed hoppas kunna dra med sig Federationen i sin kamp. |               |                                   |          |                    | |                       |                           |                          |
| 61 | 313           | "Déjà Q"                          | 43539.1  | Les Landau         | Richard Danus                                                                                                 | 5 februari 1990       | 7 januari 1996            | 11.3                     |
| Q besöker Enterprise. John de Lancie gästskådespelar |               |                                   |          |                    | |                       |                           |                          |
| 62 | 314           | "A Matter of Perspective"         | 43610.4  | Cliff Bole         | Ed Zuckerman                                                                                                  | 12 februari 1990      | 13 januari 1996           | 10.8                     |
| Riker anklagas för mord och holodecket används för att återskapa händelserna utifrån olika perspektiv. |               |                                   |          |                    | |                       |                           |                          |
| 63 | 315           | "Yesterday's Enterprise"          | 43625.2  | David Carson       | Ira Steven Behr, Richard Manning, Hans Beimler, Ronald D. Moore, Trent Christopher Ganino & Eric A. Stillwell | 19 februari 1990      | 14 januari 1996           | 11.9                     |
| Ett möte med Enterprise-C orsakar en störning i tidsflödet och återvändandet av den döde Tasha Yar. |               |                                   |          |                    | |                       |                           |                          |
| 64 | 316           | "The Offspring"                   | 43657.0  | Jonathan Frakes    | René Echevarria                                                                                               | 12 mars 1990          | 20 januari 1996           | 10.2                     |
| Data skapar ett androidbarn. |               |                                   |          |                    | |                       |                           |                          |
| 65 | 317           | "Sins of the Father"              | 43685.2  | Les Landau         | Ronald D. Moore, W. Reed Moran & Drew Deighan                                                                 | 19 mars 1990          | 21 januari 1996           | 11.1                     |
| Worf går på en rättegång för att bevisa att hans far var oskyldig till anklagelserna om förräderi mot KlingonImperiet. |               |                                   |          |                    | |                       |                           |                          |
| 66 | 318           | "Allegiance"                      | 43714.1  | Winrich Kolbe      | Richard Manning & Hans Beimler                                                                                | 26 mars 1990          | 27 januari 1996           | 10.2                     |
| Utomjordingar kidnappar Picard och ersätter honom med en kopia. |               |                                   |          |                    | |                       |                           |                          |
| 67 | 319           | "Captain's Holiday"               | 43745.2  | Chip Chalmers      | Ira Steven Behr                                                                                               | 2 april 1990          | 28 januari 1996           | 11.7                     |
| Picard övertygas att ta ut en välförkänt permission, men blir indragen i en kvinnas skattjakt. |               |                                   |          |                    | |                       |                           |                          |
| 68 | 320           | "Tin Man"                         | 43779.3  | Robert Scheerer    | Dennis Putman Bailey & David Bischoff                                                                         | 23 april 1990         | 3 februari 1996           | 10.2                     |
| En gammal patient till Troi, en väldigt begåvad telepat, kommer ombord för att ta första kontakten med en okänd farkost i närheten av en instabil stjärna innan romulanerna gör det. |               |                                   |          |                    | |                       |                           |                          |
| 69 | 321           | "Hollow Pursuits"                 | 43807.4  | Cliff Bole         | Sally Caves                                                                                                   | 30 april 1990         | 4 februari 1996           | 9.8                      |
| Löjtnant Barclay använder sig av holodecket för att undvika inblandning i sina plikter. Dwight Schultz gästskådespelar |               |                                   |          |                    | |                       |                           |                          |
| 70 | 322           | "The Most Toys"                   | 43872.2  | Timothy Bond       | Shari Goodhartz                                                                                               | 7 maj 1990            | 10 februari 1996          | 10.3                     |
| Data kidnappas av en samlare för att ingå i dennes samling. |               |                                   |          |                    | |                       |                           |                          |
| 71 | 323           | "Sarek"                           | 43917.4  | Les Landau         | Peter S. Beagle                                                                                               | 14 maj 1990           | 11 februari 1996          | 10.6                     |
| Enterprise är värd för Federationens ambassadör Sarek, men hans sviktande mentala hälsa orsakar oväntade problem. Mark Lenard gästskådespelar |               |                                   |          |                    | |                       |                           |                          |
| 72 | 324           | "Ménage à Troi"                   | 43930.7  | Robert Legato      | Fred Bronson & Susan Sackett                                                                                  | 28 maj 1990           | 17 februari 1996          | 9.1                      |
| Riker, Deanna och Lwaxana tillfångatas av en trånande Ferengi. Majel Barrett gästskådespelar |               |                                   |          |                    | |                       |                           |                          |
| 73 | 325           | "Transfigurations"                | 43957.2  | Tom Benko          | René Echevarria                                                                                               | 4 juni 1990           | 18 februari 1996          | 10.2                     |
| Enterprise räddar en mänsklig varelse med minnesförlust och otroliga helande förmågor. |               |                                   |          |                    | |                       |                           |                          |
| 74 | 326           | "The Best of Both Worlds (Del I)" | 43989.1  | Cliff Bole         | Michael Piller                                                                                                | 18 juni 1990          | 24 februari 1996          | 10.1                     |
| Picard kidnappas av Borgerna, som påbörjar sin invasion av federationen. |               |                                   |          |                    | |                       |                           |                          |

## Utgivning
De tidigare Blu-ray släppen av The Next Generation har utmärkts av endagars visningar av utvalda avsnitt på bio. För den tredje säsongen visades cliffhangeravsnittet för första gången med båda delarna av "Best of Both Worlds" på bio den 25 april 2013. Det tvådelade avsnittet fick även en individuell utgivning på Blu-ray som sammanföll med släppet av den tredje säsongens samlingsbox.
| Star Trek: The Next Generation – Season 3 | | | |
| Detaljer om boxen | Detaljer om boxen | Extramaterial | Extramaterial |
| - 26 episodes - 7-disc set - 1.33:1 aspect ratio - Subtitles: Danish, German, English, Spanish, French, Italian, Dutch, Norwegian, Swedish, English for the hearing impaired - English (Dolby Digital 5.1 Surround), German, Spanish, French and Italian (Dolby Digital 2.0 Surround) | - 26 episodes - 7-disc set - 1.33:1 aspect ratio - Subtitles: Danish, German, English, Spanish, French, Italian, Dutch, Norwegian, Swedish, English for the hearing impaired - English (Dolby Digital 5.1 Surround), German, Spanish, French and Italian (Dolby Digital 2.0 Surround) | DVD and Blu-ray - Mission Overview: Year Three - Selected Crew Analysis: Year Three - Departmental Briefing: Year Three: Production - Departmental Briefing: Year Three: Memorable Missions Blu-ray only - Inside the writer's room - Resistance is Futile – Assimilating Star Trek: The Next Generation (HD) - Part One: Biological Distinctiveness - Part Two: Technological Distinctiveness - Part Three: The Collective - "The Bonding" audio commentary by Ronald D. Moore, Mike and Denise Okuda - "The Offspring" audio commentary by René Echevarria and Mike and Denise Okuda - "The Sins of the Father" audio commentary by Ronald D. Moore, Dan Curry and Mike and Denise Okuda - "Yesterday's Enterprise" audio commentary by Ronald D. Moore, Ira Steven Behr and Mike and Denise Okuda - "Yesterday's Enterprise" audio commentary by David Carson - In Memoriam David Rappaport - A tribute to Michael Piller (HD) - Gag Reel (HD) - Episodic promos | DVD and Blu-ray - Mission Overview: Year Three - Selected Crew Analysis: Year Three - Departmental Briefing: Year Three: Production - Departmental Briefing: Year Three: Memorable Missions Blu-ray only - Inside the writer's room - Resistance is Futile – Assimilating Star Trek: The Next Generation (HD) - Part One: Biological Distinctiveness - Part Two: Technological Distinctiveness - Part Three: The Collective - "The Bonding" audio commentary by Ronald D. Moore, Mike and Denise Okuda - "The Offspring" audio commentary by René Echevarria and Mike and Denise Okuda - "The Sins of the Father" audio commentary by Ronald D. Moore, Dan Curry and Mike and Denise Okuda - "Yesterday's Enterprise" audio commentary by Ronald D. Moore, Ira Steven Behr and Mike and Denise Okuda - "Yesterday's Enterprise" audio commentary by David Carson - In Memoriam David Rappaport - A tribute to Michael Piller (HD) - Gag Reel (HD) - Episodic promos |
| Releasedatum | | | |
| DVD | DVD | Blu-ray | Blu-ray |
| Region 1 | Region 2 | USA (Regionsfri) | Storbritannien (Regionsfri) |
| Okänt | Okänt | 30 april 2013 | 29 april 2013 |

## Fotnoter
1. ↑  "Evolution" och nästa avsnitt "The Ensigns of Command" filmades i en annan ordning än vad de sändes på TV.